# میمنت میرصادقی
میمنت میرصادقی (ذوالقدر) با تخلّص آزاده (زادهٔ ۱۳۱۶ در اصطهبانات، استان فارس) شاعر و ادیب ایرانی و همسر جمال میرصادقی است.
میرصادقی تحصیلات ابتدایی و متوسطه را در شیراز به پایان رسانید. سپس از دانشگاه تهران موفق به اخذ مدرک لیسانس در رشته ادبیات فارسی گردید. مدتی به کار آموزگاری و تدریس پرداخت ولی بعداً به کتابخانه دانشسرای عالی تهران منتقل شد. وی در سال ۱۳۵۸ شمسی بازنشسته شد.
اشعار میرصادقی بیشتر شعر نو نیمایی و تعداد کمتری غزل هستند. شعر او شعری لطیف، عاشقانه و دلپذیر می‌باشد. طبیعت نقش مهمی در اشعار او دارد. بعضی مواقع اشعارش رنگ اعتراض و جهت‌گیری اجتماعی به خود می‌گیرد.
«شعرِ میمنت ، نمونهٔ معتدلِ شعرِ مترقّی فارسی در عصرِ ماست. اگر شعرِ زنان ایران را در صدسالِ اخیر غربال
کنیم شعرهای میمنت از نمونه‌های ممتازِ شعرِ زنان ایران در عصرِ حاضر است. تاریخِ پای شعرها را که نظر کنیم
می‌بینیم استمرارِ خلّا قیّ تِ هنری در کارِ او چشمگیر است، در ایران و خارجِ ایران رابطه‌اش را با شعرهمواره حفظ
کرده است. گاه در یک ماه چندین شعر سروده است شعرهایی متنوّع با فضاهای تازه و نگاهِ به زندگی و طبیعت،
در چشماندازی زلال و مادرانه.» (دکتر محمدرضا شفیعی کدکنی)
مهم‌ترین دفاتر شعریش عبارتند از:

## آثار
مجموعه شعر
- بیداری جویباران - ۱۳۴۷
- با آبها و آیینه‌ها - ۱۳۵۶
- جان‌های آفتابی (هیرمند ۱۳۷۹)
- نه یک ستاره، نه یک ماه
- زیر خونسردترین برف جهان (مروارید ۱۳۸۹)
- پیش از خواب زمستانی
- از شعر گفتن
- فواره زیر باران - هفت دفتر شعر، (نشر آگه ۲۴۰۱)

تحقیق ادبی
- رمان‌های معاصر فارسی: پیرنگ، شرح و تفسیر: (نویسندگان نسل سوم)، سال نشر: ۱۳۸۶ ناشر: نیلوفر
- از دیر تا هنوز: برگزیده شعر فارسی از قدیم‌ترین دوران تا انقلاب، سال نشر: ۱۳۸۹ ناشر: اشاره
- تا صبحدمان - برگزیده آثار شاعران معاصر
- واژه‌نامه هنر شاعری: فرهنگ تفصیلی اصلاحات فن شعر و سبک‌ها و مکتب، سال نشر: ۱۳۸۹ ناشر: کتاب مهناز

ترجمه به زبان‌های دیگر
- پیش از خواب زمستانی (Prije zimskog sna) - گزیده اشعار میمنت ذوالقدر میرصادقی به زبان کرواتی، ترجمه ابتهاج نوایی (نشر فراکتورا زاگرب ۱۴۰۲)